# Charles N. Crosby

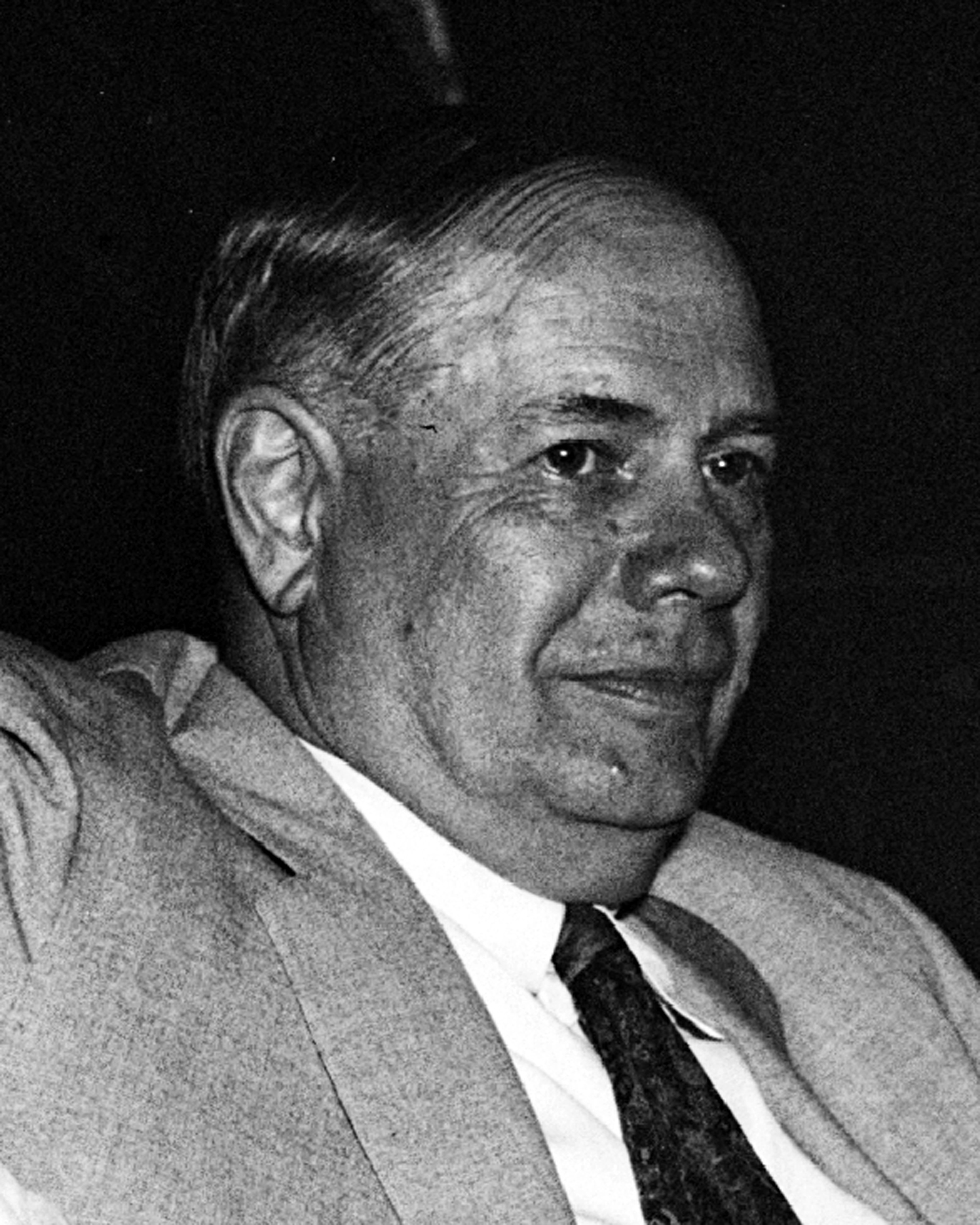
Charles N. Crosby (1935)

Charles Noel Crosby (* 29. September 1876 im Ashtabula County, Ohio; † 26. Januar 1951 in Frederick, Maryland) war ein US-amerikanischer Politiker. Zwischen 1933 und 1939 vertrat er den Bundesstaat Pennsylvania im US-Repräsentantenhaus.

## Werdegang
Charles Crosby besuchte vorbereitende Schulen und das New Lyme Institute in Ohio sowie das Allegheny College in Meadville. Im Jahr 1897 absolvierte er die Western Reserve University in Cleveland. 1901 zog er nach Linesville in Pennsylvania, wo er Silos herstellte. Außerdem arbeitete er im Holzgeschäft. Ab 1914 war er auch in der Landwirtschaft tätig. Zwischen 1920 und 1929 gehörte er den Bildungsausschüssen der Städte Linesville und Meadville an. Von 1922 bis 1924 war er Präsident der Handelskammer von Meadville. Politisch wurde er Mitglied der Demokratischen Partei.
Bei den Kongresswahlen des Jahres 1932 wurde Crosby im 29. Wahlbezirk von Pennsylvania in das US-Repräsentantenhaus in Washington, D.C. gewählt, wo er am 4. März 1933 die Nachfolge des Republikaners Milton William Shreve antrat. Nach zwei Wiederwahlen konnte er bis zum 3. Januar 1939 drei Legislaturperioden im Kongress absolvieren. Während dieser Zeit wurden viele der New-Deal-Gesetze der Roosevelt-Regierung verabschiedet. 1935 wurden erstmals die Bestimmungen des 20. Verfassungszusatzes angewendet, wonach die Legislaturperiode des Kongresses jeweils am 3. Januar endet bzw. beginnt.
Im Jahr 1938 wurde Charles Crosby von seiner Partei nicht mehr zur Wiederwahl nominiert. 1940 zog er in das Montgomery County in Maryland, wo er eine Milchfarm betrieb. Er starb am 26. Januar 1951 in Frederick und wurde auf dem  Columbia Gardens Cemetery in Arlington (Virginia) beigesetzt.